# Universitat Blaise-Pascal
La Universitat Blaise-Pascal (UBP, també Clermond-Ferrand II) va ser una institució d'ensenyament superior francès que va existir entre 1976 i 2016 a Clarmont d'Alvèrnia. Es va fusionar l'1 de gener de 2017 amb la Universitat d'Alvèrnia (Clermont-Ferrand I) per donar a llum la Universitat de Clarmont d' Alvèrnia.

## Història
La Universitat de Clarmont d'Alvèrnia va ser fundada l'any 1854. La Universitat Blaise-Pascal va ser creada per la divisió de la Universitat de Clarmont en dues entitats arran d'un decret de 1976. Clermont-Ferrand II (la que esdevindria Blaise-Pascal) va retenir els estudis de lletres, ciències humanes així com ciències exactes, ciències naturals i tecnologia; Clermont-Ferrand I, per la seva banda, va conservar els estudis de dret, economia, medicina i un institut universitari de tecnologia.

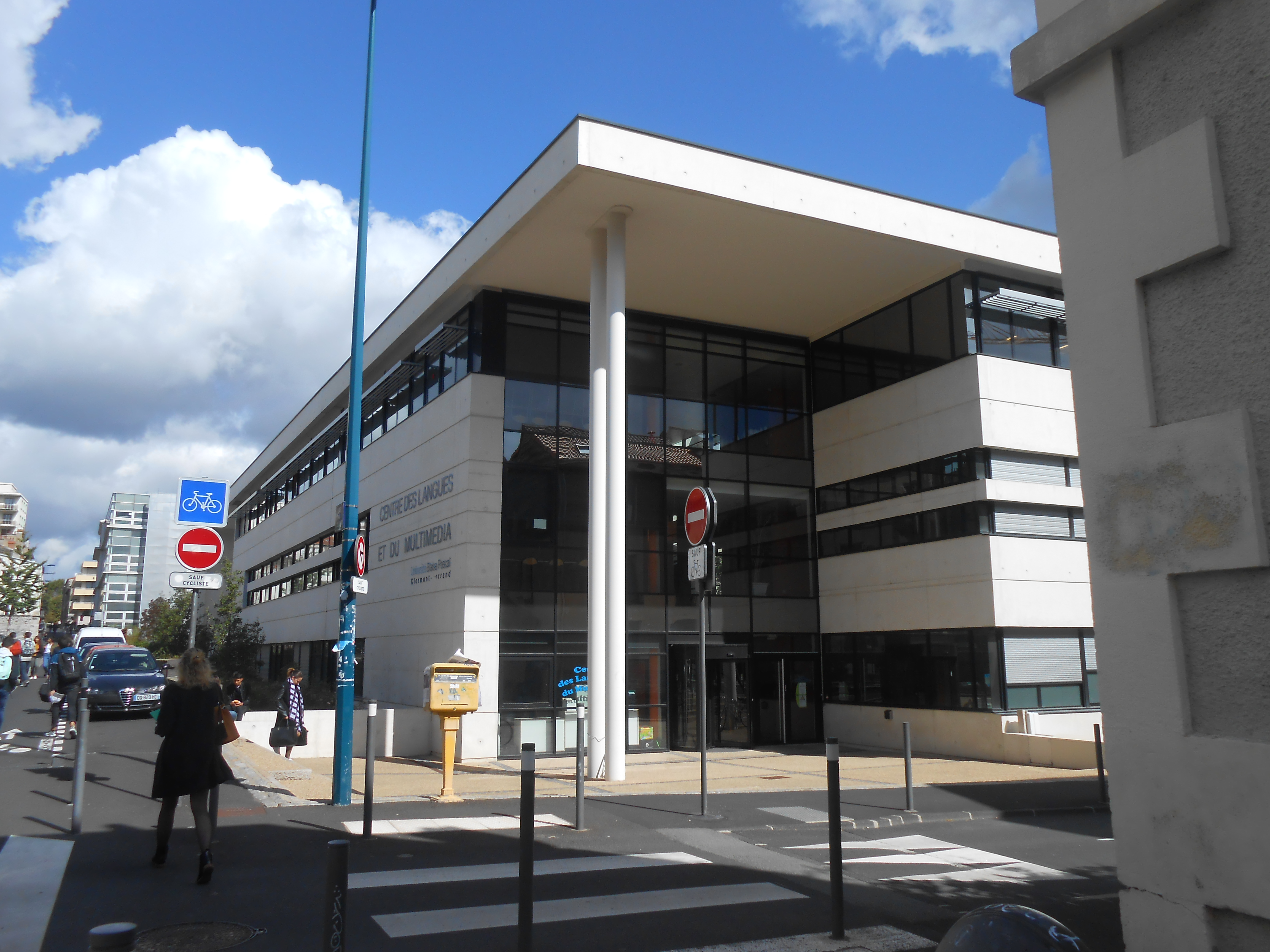
Campus de Carnot.

Després de l'escissió, les relacions entre les dues universitats van ser tímides o inexistents, però la situació va anar millorant progressivament. Durant la dècada del 2000 els dos establiments es van acostar notablement, col·laborant en alguns cursos de formació i desenvolupant un pla quadriennal comú.
Finalment la Universitat d'Alvèrnia (Clermont-Ferrand I) i la Universitat Blaise-Pascal (Clermont-Ferrand II) es van fusionar el 2017 per formar la Universitat de Clarmont d'Alvèrnia.
El 1987 va rebre el nom del matemàtic, científic i filòsof Blaise Pascal, que va néixer a Clarmont. Les altres dues propostes per al nom de la universitat van ser Teilhard de Chardin i Fernand Raynaud.

## Estudis
La universitat incloïa les següents opcions de formació:
- Cinc unitats de formació i recerca (UFR):
  - Llengues aplicades, Comerç i Comunicació (LACC), al campus de Carnot,
  - Lletres, Llengües i Ciències Humanes (LLSH), al campus de Gergòvia,
  - Psicologia, Ciències Socials i Ciències de l'Educació, al campus de Carnot,
  - Ciències i tecnologies (ST), al campus de Cézeaux,
  - Ciències i tècniques de les activitats físiques i esportives (STAPS), al campus de Cézeaux;

- Tres instituts i escoles d'enginyeria:
  - Institut Superior d'Informàtica, Modelatge i les seves Aplicacions (ISIMA),
  - Escola Superior d'Ensenyament i Educació Clarmont d'Alvèrnia,
  - Polytech Clermont-Ferrand;

- L'Institut Universitari de Tecnologia de Montluçon;

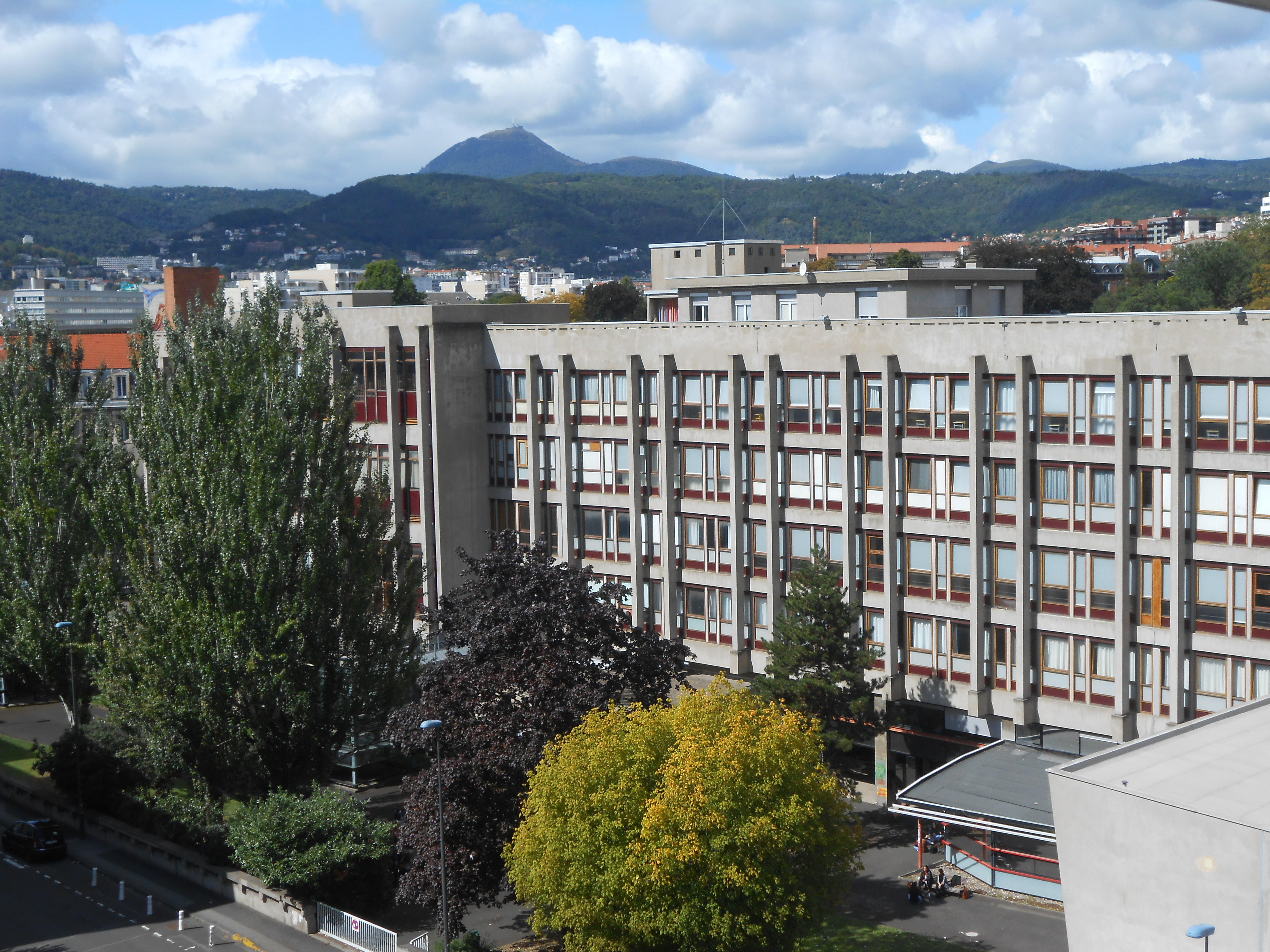
Campus de Gergòvia.

- Campus de Gergòvia.Observatori de física del globus de Clarmont d'Alvèrnia (OPGC).

## Estadístiques
Per al curs 2013-2014, la universitat hi tenia matriculats 16.007 estudiants, dels quals prop de 2.500 eren estudiants estrangers. A més, tenia 970 professors d'investigació entre els seus múltiples campus. Els estudiants podien triar entre 250 graus i programes.